# Поташенкове
Поташе́нкове (у минулому — хутори: Петашенків; Лозоватка; Албанка, (Шелемберга), Албанівка) — село в Україні, у Роздільнянській міській громаді Роздільнянського району Одеської області. Населення становить 66 осіб. Наледжить до Єреміївського старостинського округу.

## Історія
У 1859 році на власницькому хуторі Поташенків 1-го стану (станова квартира — містечко Василівка, відстань 52 версти) Одеського повіту Херсонської губернії було 3 двори, у яких мешкало 7 чоловіків і 7 жінок, на хуторі Албанівка (Шолембергів) мешкали 41 чоловік і 40 жінок, було 12 дворів, на хуторі Лозоватка — 31 чоловік, 30 жінок, 5 дворів.
У 1887 році на хуторі Поташенків Більчанської волості Одеського повіту Херсонської губернії мешкало 40 чоловіків і 40 жінок, на хуторі Албанка мешкало 30 чоловіків і 25 жінок.
У 1896 році на хуторі Албанка Більчанської волості Одеського повіту Херсонської губернії мешкало 125 осіб (72 чол., 53 жін.), 13 дворів.
1916 року в присілку Поташенкове Більчанської волості Одеського повіту Херсонської губернії мешкало 198 осіб (79 чоловіків і 119 жінок), було 33 двори.
На початку 1924 року Поташенкове було центром Поташенківської сільради Тарасо-Шевченківського району Одеської округи Одеської губернії. Населення сільради налічувало 1560 осіб.
Станом на 1 вересня 1946 року село було в складі Новосілківської сільської ради.
У першій половині 1960-х років до складу Поташенкового увійшло колишнє село Білоусівка, яке було засноване 1824 року.
Унаслідок адміністративно-територіальної реформи село увійшло до складу Роздільнянської міської територіальної громади та після місцевих виборів у жовтні 2020 року було підпорядковане Роздільнянській міській раді. До того село входило до складу ліквідованої Єреміївської сільради.

## Населення
Згідно з переписом УРСР 1989 року чисельність наявного населення села становила 104 особи, з яких 45 чоловіків та 59 жінок.
За переписом населення України 2001 року в селі мешкало 77 осіб. 100 % населення вказало своєю рідною мовою українську.
2010 — 85;
2011 — 85;
2015 — 66.